# Mosambikanische Literatur
Unter Mosambikanischer Literatur wird die auf Portugiesisch verfasste Literatur mosambikanischer Autoren verstanden. Da Mosambik bis 1975 Teil des portugiesischen Kolonialreichs war, ergeben sich zwangsläufig Überschneidungen zur portugiesischen Literatur. Aus diesem Grund werden in diesem Artikel auch Autoren aufgeführt, die eine andere als die mosambikanische Staatsbürgerschaft innehatten oder nur eine kurze Zeit in Mosambik wohnhaft waren, deren Werke aber Teil der mosambikanischen Literaturgeschichte sind bzw. großen Einfluss auf die weitere mosambikanische Literatur hatten. Es handelt sich bei der mosambikanischen um eine sehr junge Literatur, da man von mosambikanischer Nationalliteratur im engeren Sinne erst seit der Unabhängigkeit von Portugal 1975 sprechen kann. Das Interesse an mosambikanischer Literatur als einem von der portugiesischen Literatur unabhängigen Forschungsgegenstand entstand daher auch erst in den 1970er Jahren im Rahmen der postkolonialen Theoriebildung. Da dieser Artikel suggerieren könnte, dass es sich bei der mosambikanischen Literatur um ein einheitliches Phänomen handelt, ist darauf hinzuweisen, dass es eine sehr heterogene und noch im Entstehen befindliche Literatur ist.

## Problem des Konzepts „Nationalliteratur“

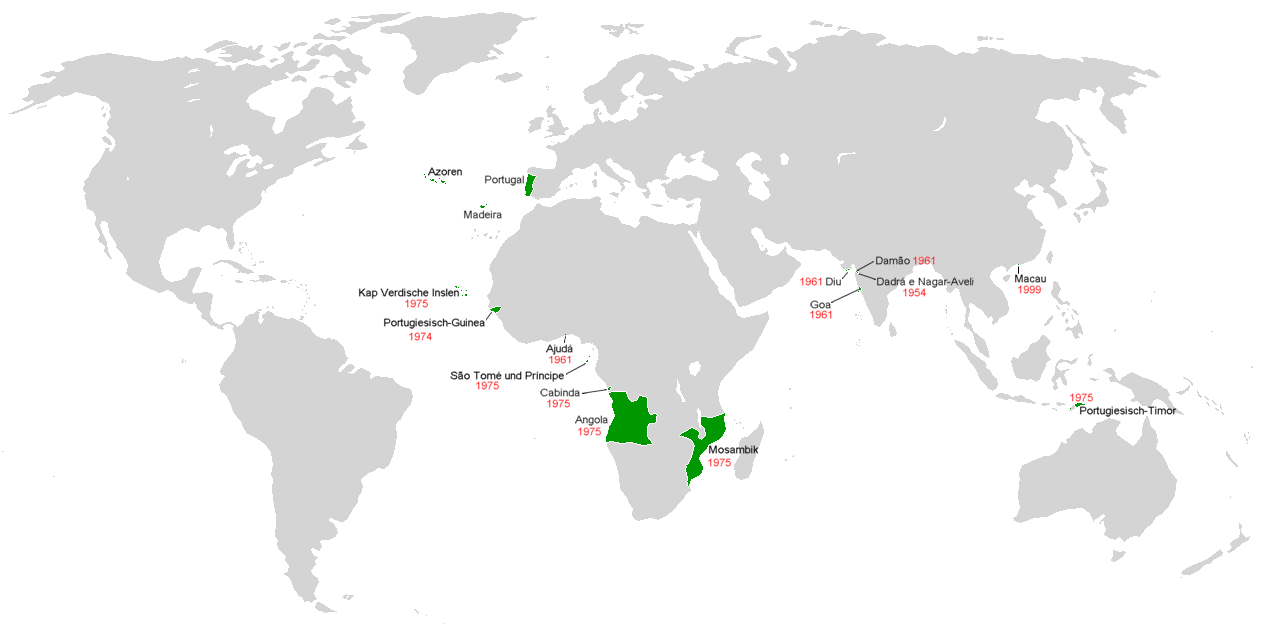
Das portugiesische Kolonialreich bis 1975

Das Konzept der Nationalliteratur entstand in der Romantik im 19. Jahrhundert. Literatur wird als eine Manifestationsform des „Volksgeistes“, also einer Nationalkultur verstanden. Mosambik war über Jahrhunderte eine portugiesische Kolonie. Nach einem zehn Jahre andauernden Unabhängigkeitskrieg wurde die Kolonie erst nach der Nelkenrevolution 1974 und damit dem Ende der Diktatur in Portugal 1975 in die Unabhängigkeit entlassen. Da die Nationalstaatlichkeit in Mosambik erst mit der Unabhängigkeit 1975 verwirklicht wurde, es aber eine Staatlichkeit über Jahrhunderte durch die Kolonialherren gab, kam es nicht zu einem „natürlichen Heranwachsen“ der mosambikanischen Nationalkultur. Vielmehr war die mosambikanische Nation von vornherein stark von der portugiesischen Kultur beeinflusst.
Dies zeigt sich vor allem an der Übernahme der portugiesischen Sprache. Da in Mosambik über ein Dutzend Sprachen gesprochen werden (Bantusprachen), für die praktisch keine Schrifttradition bestand, wurde die portugiesische Sprache als „língua de unidade nacional“ (Sprache der nationalen Einheit) übernommen. Die Gründe hierfür sind historischer und praktischer Art. Zum einen hatte die mosambikanische Elite in den Städten schon früh die Sprache der portugiesischen Kolonialherren übernommen, da viele Intellektuelle in Portugal studierten und mit der Assimilierung an die portugiesische Kultur soziale Aufstiegschancen verbunden waren. Zum anderen existierte (und existiert) keine einheimische Sprache, die von allen Mosambikanern verstanden wird, so dass das Portugiesische eine lingua franca für ganz Mosambik darstellt. Da die Literatur in einheimischen Sprachen ausschließlich in oraler Form vorlag, kamen diese nicht zur Schaffung einer geschriebenen Nationalliteratur in Frage. Darüber hinaus erlaubte das Portugiesische den Anschluss an andere portugiesischsprachige Länder wie Angola, das ehemalige Mutterland Portugal oder andere ehemalige portugiesische Kolonien wie Brasilien, Guinea-Bissau, Kap Verde oder São Tomé und Príncipe. Zum Zeitpunkt der Unabhängigkeit betrug die Analphabetenrate der mosambikanischen Bevölkerung 95 %, die höchste aller ehemaligen afrikanischen Kolonien. Die mosambikanische Befreiungsbewegung FRELIMO wählte aus den genannten Gründen schon während des Unabhängigkeitskampfes das Portugiesische zur Sprache ihrer Alphabetisierungskampagne und nutzte es zur Verbreitung ihrer marxistisch-nationalistischen Ideologie.
Das Portugiesische wurde dadurch zur Literatursprache des Landes erhoben. Die meisten mosambikanischen Schriftsteller bedienen sich heutzutage des Portugiesischen, da viele von ihnen in Großstädten aufgewachsen sind und keine afrikanische Sprache mehr als Muttersprache sprechen. Darüber hinaus versprechen sie sich angesichts der nach wie vor hohen Analphabetenquote in Mosambik durch das Portugiesische eine größere Leserschaft im Ausland (in Europa, aber auch in Brasilien und den anderen portugiesischsprachigen Ländern Afrikas und Asiens). Sie verstehen sich aber dennoch als Schöpfer einer eigenständigen Nationalliteratur.

## Periodisierung der mosambikanischen Literatur

### 1. Phase 1854–1924 – Vorbereitung
Da die Druckerpresse erst 1854 in Mosambik eingeführt wurde, entstand erstmals Mitte des 19. Jahrhunderts gedruckte Literatur in Mosambik. Die Kolonie erlebte zunächst eine nur sehr geringe literarische Produktion. Eine Ausnahme stellte der gebürtige Mosambikaner Campos Oliveira (1847–1911) dar, der schon während seines Jurastudiums in Portugiesisch-Indien zahlreiche Gedichte veröffentlichte. Auch nach seiner Rückkehr nach Mosambik 1866 publizierte er weiterhin und gründete außerdem Zeitschriften wie die Revista Africana und den Almanach Popular.
Die eigentliche Entstehung literarischer Texte in Mosambik begann erst Anfang des 20. Jahrhunderts. Getragen von einer assimilierten Intellektuellenschicht in den Städten, die im Wesentlichen aus Mestizen und Mulatten bestand, entstand eine genuin mosambikanische portugiesischsprachige Literatur. 1920 wurde mit dem Grémio Africano die erste Kulturvereinigung Mosambiks gegründet. In dieser Vereinigung waren, im Gegensatz zu späteren Kulturvereinen, in denen strikt nach Rassen getrennt wurde, sowohl Schwarze als auch Mulatten zugelassen. In dieser Zeit kam es auch zur Gründung zahlreicher Zeitschriften. Zu den wichtigsten Zeitschriften zählten O Africano (1909–1918), die von den Brüdern José und João Albasini gegründet wurde. Nach dem Verkauf der Zeitschrift 1918 gründete das Brüderpaar zusammen mit Estácio Dias und Karel Pott die Zeitschrift O Brado Africano (1918–1974), in der viele bedeutende Schriftsteller Mosambiks ihre ersten Werke veröffentlichten. Die Gruppe der Autoren, die in dieser Zeitschrift publizierten, setzten sich offen für die Interessen der Schwarzen in der Kolonie ein. So prägte O Brado Africano eine gesamte Schriftstellergeneration und führte zum allmählichen Entstehen eines afrikanischen Selbstbewusstseins.

### 2. Phase: 1925–1946 – Entstehung
Als erstes Werk der mosambikanischen Erzählliteratur gilt das postum herausgegebene Werk O livro da dor von João Albasini, eine Sammlung von kurzen und persönlichen Reflexionen. Mit dieser Publikation begann die zweite Phase in der Entwicklung der mosambikanischen Literatur. Diese Phase ist geprägt von der Imitation der europäischen Literatur. Viele Mosambikaner sprachen zu dieser Zeit nur gebrochen Portugiesisch und wurden deshalb von den Weißen, aber auch gebildeten Mestizen verachtet. Aus diesem Grund waren die Autoren bemüht, das europäische Vorbild möglichst genau nachzuahmen. Dies zeigt sich unter anderem an der Wahl der Gattungen. Der Dichter Rui de Noronha wählte für einen großen Teil seiner Werke die Gedichtform des Sonetts, einer klassischen europäischen Gattung.
Generell überwog die Poesie in der literarischen Produktion dieser Zeit. Als erstes Gedichtwerk hatte Sousa Ribeiro 1928 Symphonia conspirante veröffentlicht. Augusto Conrado publizierte 1931 den Gedichtband A Perjura ou a Mulher de Duplo Amor, 1933 Fibras d'um coração und 1938 Divagações. Als Vorreiter einer wirklich mosambikanischen Dichtung gilt Rui de Noronha, der in seinen Gedichten die Situation der Schwarzen und der Mestizen thematisierte und damit auf die negativen Seiten des Kolonialismus hinwies. Noronha unternahm auch als erster mosambikanischer Schriftsteller den Versuch, die oralen Traditionen seines Landes in die Literatur einzubringen und sich somit von europäischen Vorbildern zu lösen.
In den 1930er Jahren begann auch Rui Knopfli mit Veröffentlichungen als Journalist. 1941 wurde die Zeitschrift Itinerário gegründet (1941–1955). Die Zeitschrift behandelte soziale, literarische und kulturelle Probleme Mosambiks und trug dadurch zur Herausbildung einer nationalen Identität bei.
Durch die Errichtung des Estado Novo 1933 und die damit einhergehende Zensur wurde die Herausbildung einer mosambikanischen Nationalliteratur hinausgezögert. Im Vergleich mit den französischen und britischen Kolonien waren in Mosambik die Meinungs- und Pressefreiheit noch stärker eingeschränkt. Aus diesem Grund wurden die mosambikanischen Entwicklungen in Portugal kaum wahrgenommen. Die Repression führte aber gleichzeitig zu einer Politisierung der Literatur und zur Herausbildung eines afrikanischen Bewusstseins. Diese Phase endete 1946 mit der postumen Herausgabe der Sonetos von Rui de Noronha.

### 3. Phase: 1946–1963 – Emanzipation
Während die vorherige Phase durch die Nachahmung der europäischen Literatur gekennzeichnet ist, charakterisiert die um 1946 beginnende Phase eine umfassende Neuorientierung. Beeinflusst vom portugiesischen Neorealismus und der Négritude-Bewegung thematisierten die mosambikanischen Schriftsteller zunehmend die Unterschiede zu den portugiesischen Kolonialherren. Die mosambikanische Literatur emanzipierte sich in dieser Zeit von der portugiesischen, so dass man ab dieser Zeit von der
Herausbildung einer wirklichen Nationalliteratur sprechen kann.
Die Négritude-Bewegung war 1934 von Léopold Senghor, Aimé Césaire und Léon Damas gegründet worden. Ihr zentrales Anliegen war die Rückbesinnung auf die afrikanische Kultur. Dabei wurde die grundsätzliche Verschiedenheit Afrikas von Europa hervorgehoben. Afrika wurde als Antipode Europas gesehen und als „Mutter-Afrika“ idealisiert. Musik und Tanz verstand die Négritude als spezifische Ausdrucksformen afrikanischer Kultur. Diese essentialistische, also die Bedeutung der Hautfarbe für die Entwicklung einer bestimmten Kultur überbetonende, Sicht auf die afrikanische Kultur und „den Afrikaner an sich“ überging zwar die sozialen, ökonomischen, kulturellen und politischen Besonderheiten der verschiedenen afrikanischen Länder, war aber von extremer Wirkungsmacht, um das aufkommende Nationalgefühl der kolonisierten Afrikaner zu wecken. Ein bedeutendes Element dieser Bewegung war die Aufwertung der Oralität als Form der afrikanischen Literatur. Bis heute spielt die „oral tradition“ in der mosambikanischen Literatur eine zentrale Rolle.
Als spezifische Ausdrucksform der Négritude in Mosambik kann die Moçambicanidade gelten. Nachdem sich die mosambikanische Elite bisher den Weißen weitgehend angepasst hatte, trat sie nun verstärkt für eine Trennung von afrikanischem und europäischem Gedankengut ein. Der portugiesische Kolonialismus wurde zunehmend abgelehnt, auch von Weißen wie Rui Knopfli oder Orlando Mendes.
Auch in der Literatur schlug sich diese Umorientierung nieder. So ist das Motiv der Mãe-África (Mutter Afrika) oder das wiederkehrende Adjektiv negro (schwarz) häufig in der Literatur dieser Zeit zu finden. Neben der Betonung der eigenen Afrikanität, der schwarzen Hautfarbe nahm die Literatur jetzt auch stärker als in der Phase davor afrikanische Stilelemente auf. Sie artikulierte dadurch die Ablehnung des Kolonialismus und den Wunsch nach Freiheit und Unabhängigkeit.
Eine der bedeutendsten Schriftstellerinnen war Noémia de Sousa. Sie gilt als Hauptvertreterin der Moçambicanidade. Wahrscheinlich ohne die französische Négritude zu kennen, verband sie den Neorealismus mit Konzepten der nordamerikanischen Black Renaissance, des haitianischen Indigenismus und des kubanischen Negrismus. Sie veröffentlichte alle ihre Gedichte zwischen 1948 und 1951. Als sie 1951 wegen politischer Repression das Land verlassen musste, hinterließ sie ein Notizbuch mit 43 Gedichten, die 1988 als Sammelband mit dem Titel „Sangue negro“ herausgegeben wurden. Ihr Plädoyer für eine eigenständige mosambikanische Literatur hatte starken Einfluss auf die mosambikanischen Dichter der 1950er Jahre.
Ein weiterer Vertreter der Moçambicanidade war José Craveirinha. Er gilt als Übervater der mosambikanischen Literatur, da sich seine Wirkenszeit von den 1940er Jahren bis zu seinem Tod 2003 erstreckt. Er prägte durch sein umfangreiches Werk Generationen von mosambikanischen Schriftstellern und war zwischen 1945 und 1965 der meistgelesene Autor Mosambiks.
Neben diesen beiden großen Dichtern der Moçambicanidade waren folgende Autoren wichtig:
João Dias, dessen 1952 posthum erschienenes Werk Godido e outros contos als erstes fiktionales Werk der mosambikanischen Literatur gilt, in der bislang die Poesie dominierte. Der Dichter Rui Nogar, der zwar kein eigenes Buch veröffentlichte, aber kontinuierlich Gedichte in Zeitschriften veröffentlichte. Der bereits erwähnte Rui Knopfli, dessen erster Gedichtband 1959 mit dem Titel O país dos outros erschien. Daneben sind vor allem die Schriftsteller Virgílio de Lemos, Ruy Guerra, Fonseca Amaral, António Bronze und Orlando Mendes zu nennen.
Aufgrund der politischen Repression ist diese Phase der mosambikanischen Literatur stark von der Bildung verschiedener Gruppen gekennzeichnet. Eine solche Gruppe war die Casa dos Estudantes do Império, ein seit 1944 bestehender Zusammenschluss portugiesischer, angolanischer, kapverdischer und mosambikanischer Studenten in Lissabon, die sich für die Belange der Kolonien einsetzten. Ab 1948 wurde in unregelmäßigen Abständen die nationalistisch gesinnte Zeitschrift Mensagem herausgegeben.
1951 wurde in Lissabon die Anthologie Poesia em Moçambique mit 38 Gedichten von 23 Dichtern von Orlando de Albuquerque und Vítor Evaristo herausgegeben. Im Gegensatz zur herrschenden Vorstellung, dass Mosambik Teil Portugals sei, wurde schon im Titel deutlich gemacht, dass Mosambik als etwas Eigenständiges gesehen wurde. 1952 erschien die einzige Ausgabe der Zeitschrift Msaho, was auf Chope einen afrikanischen Tanz bezeichnet. Die Zeitschrift wurde aufgrund ihres kritischen und nationalistischen Inhalts schon nach der ersten Ausgabe von der Zensur verboten.
Neben den Mosambikanern Noémia de Sousa, Alberto Lacerda, Duarte Galvão und Ruy Guerra waren an der Herausgabe der Zeitschritt auch die Portugiesen Augusto dos Santos Abranches, Cordeiro de Brito und Reinaldo Ferreira beteiligt. Neben den genannten wurden weitere Zeitschriften gegründet, die Kritik am Salazar-Regime übten: Moçambique 58/59 (Beiheft zu den Notícias), A Voz de Moçambique (1960–1975) sowie Paralelo 20 (1957–1961, 11 Ausgaben).
Als Höhepunkt dieser Phase gilt das Erscheinen der Anthologie Poetas de Moçambique 1960, die von Mosambikanern in Lissabon herausgegeben wurde, die für Itinerário und O Brado Africano gearbeitet hatten. Im Zuge der Publikation der Neuauflage 1962 entzündete sich ein Streit zwischen Rui Knopfli, Rodrigues Júnior und dem Herausgeber der Anthologie über die Frage, wer als europäischer und wer als mosambikanischer Schriftsteller gelten könne. Ausschlaggebend sei nicht die Hautfarbe, sondern der Inhalt der Werke, was man daran sieht, dass sich zahlreiche Weiße im Freiheitskampf der farbigen Mosambikaner engagierten.
1963 wurde in der mosambikanischen Hauptstadt Lourenço Marques (heute Maputo) der Núcleo dos Estudantes Secundários Africanos de Moçambique (NESAM) (Kreis der afrikanischen Studenten Mosambiks) gegründet. Die wichtigsten Repräsentanten dieser Gruppe waren Marcelino Comiche, Albino Magaia und Armando Guebuza. Es handelte sich um eine Kulturvereinigung, die sich um Studienstipendien für schwarze Mosambikaner bemühte, sowie Vorträge, Diskussionsrunden und Filmvorführungen organisierte und eine eigene Bibliothek unterhielt. Ab 1965 war keine legale Betätigung im kulturellen Bereich mehr möglich, die Vereinigung wurde verboten.
1962 fand in Daressalam, Tansania der erste Parteikongress der Frente da Libertação de Moçambique (FRELIMO) (Befreiungsfront von Mosambik) statt. Diese marxistisch geprägte Partei forderte die Unabhängigkeit Mosambiks von Portugal und führte von 1964 bis 1975 den Kampf gegen die Kolonialmacht an. Zahlreiche Schriftsteller sympathisierten mit der Bewegung und übernahmen zum Teil Posten innerhalb der Partei. Viele Schriftsteller, so José Craveirinha und Rui Nogar, wurden aufgrund ihrer Mitgliedschaft in der FRELIMO von der portugiesischen Geheimpolizei PIDE verhaftet. Mit dem Beginn des bewaffneten Unabhängigkeitskriegs 1964 endete diese Phase der mosambikanischen Literatur.